# 8 de fevereiro
8 de fevereiro é o 39.º dia do ano no calendário gregoriano. Faltam 326 dias para acabar o ano (327 em anos bissextos).

## Eventos históricos

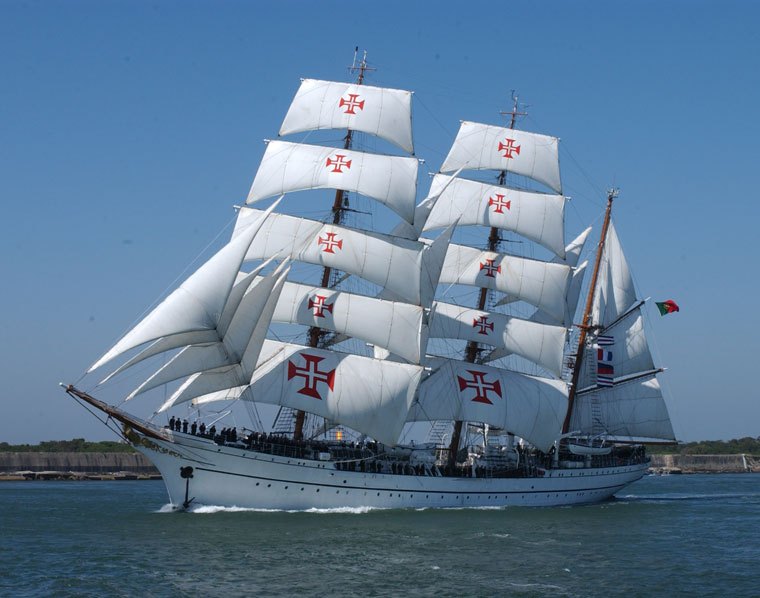
1962: Navio escola é incorporado na Marinha Portuguesa

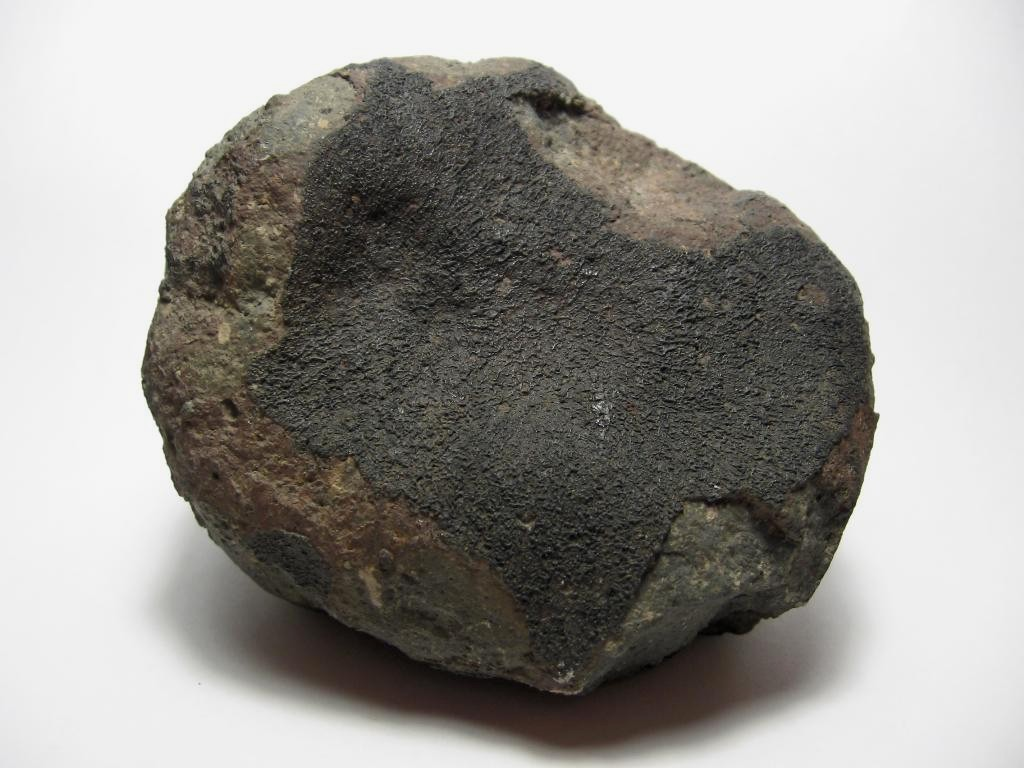
1969: Queda do meteorito Allende

- 0421 — Constâncio III torna-se coimperador do Império Romano do Ocidente.
- 1238 — Mongóis incendeiam a cidade russa de Vladimir.
- 1250 — Sétima Cruzada: os cruzados enfrentam as forças aiúbidas na Batalha de Al Mansurah.[1]
- 1347 — Guerra civil bizantina (também chamada de Segunda Guerra Civil Paleóloga) termina com um acordo de compartilhamento de poder entre João VI Cantacuzeno e João V Paleólogo.
- 1575 — A Universidade de Leiden é fundada, e recebe o lema Praesidium Libertatis.[2]
- 1587 — A rainha Maria da Escócia, é executada sob suspeita de ter se envolvido na Conspiração de Babington para assassinar sua prima, a Rainha Elizabeth I da Inglaterra.[3]
- 1601 — Robert Devereux, 2.º Conde de Essex, rebela-se contra a Rainha Elizabeth I e a revolta é rapidamente esmagada.
- 1807 — Após dois dias de lutas acirradas, os russos sob o comando de Bennigsen e os prussianos sob o comando de L'Estocq retiram-se da Batalha de Eylau contra Napoleão Bonaparte.
- 1817 — Las Heras atravessa os Andes com um exército para se juntar a San Martín e libertar o Chile da Espanha.
- 1904 — Batalha de Port Arthur: um ataque surpresa de torpedos pelos japoneses em Port Arthur, China dá início à Guerra Russo-Japonesa.
- 1915 — Estreia em Los Angeles o polêmico filme de D. W. Griffith, O Nascimento de uma Nação.[4]
- 1937 — Guerra Civil Espanhola: os republicanos estabelecem o Conselho Interprovincial de Santander, Palencia e Burgos na Cantábria, para coordenar as áreas republicanas. O conselho foi dissolvido em agosto de 1937 após a ocupação da região pelas forças nacionalistas.[5]
- 1942 — Segunda Guerra Mundial: o Japão invade Singapura.
- 1943 — Segunda Guerra Mundial: as forças norte-americanas derrotam as tropas japonesas na Batalha de Guadalcanal.
- 1946 — A República Popular da Coreia é dissolvida no Norte, estabelecendo o Comitê Popular Provisório da Coreia do Norte, controlado pelos comunistas.
- 1950 — Criação da Stasi, a polícia secreta da Alemanha Oriental.
- 1960
  - A Rainha Elizabeth II do Reino Unido emite uma Ordem no Conselho, declarando que ela e sua família seriam conhecidos como a Casa de Windsor, e que seus descendentes adotariam o sobrenome Mountbatten-Windsor.
  - É criada a Calçada da Fama de Hollywood.[6]
- 1962 — Navio escola NRP Sagres é incorporado na Marinha Portuguesa.
- 1963 — Regime do primeiro-ministro do Iraque, o brigadeiro-general Abdul Karim Kassem é derrubado pelo Partido Baath.
- 1969 — Queda do meteorito Allende em Chihuahua, México.
- 1971 — O índice de bolsa de valores NASDAQ opera pela primeira vez.
- 1974 — Retorna à Terra depois de 84 dias no espaço, a tripulação do Skylab 4, a última tripulação a visitar a estação espacial americana Skylab.
- 1985 — Lançado o primeiro satélite de propriedade brasileira: o Brasilsat A1.
- 1989 — Voo Independent Air 1851 colide com o Pico Alto quando se aproximava do aeroporto de Santa Maria (Açores) matando todas as 144 pessoas a bordo.
- 1993 — Um Tupolev Tu-154 da Iran Air Tours e um Sukhoi Su-24 da Força Aérea Iraniana colidem no ar perto de Qods, Irã, matando todas as 133 pessoas a bordo de ambas as aeronaves.[7]
- 1998 — O Supremo Tribunal Federal brasileiro confirma a extradição do ex-presidente da Bolívia, Luis García Meza, condenado pela Justiça de seu país a 30 anos de prisão por tortura e assassinato de presos políticos.
- 2005 — Guerra Civil do Sri Lanka: o político tâmil do Sri Lanka e ex-deputado A. Chandranehru morre de ferimentos sofridos em uma emboscada no dia anterior.
- 2010 — Uma estranha tempestade nas montanhas Hindu Kush do Afeganistão desencadeia uma série de pelo menos 36 avalanches, soterrando mais de três quilômetros de estrada, matando pelo menos 172 pessoas e prendendo mais de 2 000 viajantes.[8]
- 2013 — Uma tempestade de neve interrompe o transporte e deixa centenas de milhares de pessoas sem eletricidade no Nordeste dos Estados Unidos e em partes do Canadá.
- 2019 — Dez pessoas morrem e três ficam feridas em um incêndio ocorrido no centro de treinamento de futebol do Flamengo, na cidade brasileira do Rio de Janeiro.
- 2020 — Atentado em Korat, Tailândia, deixa 30 mortos e mais de 50 feridos.

## Nascimentos

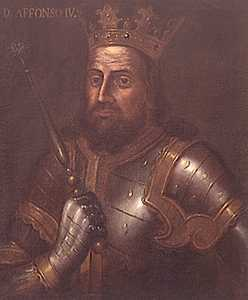
Afonso IV de Portugal

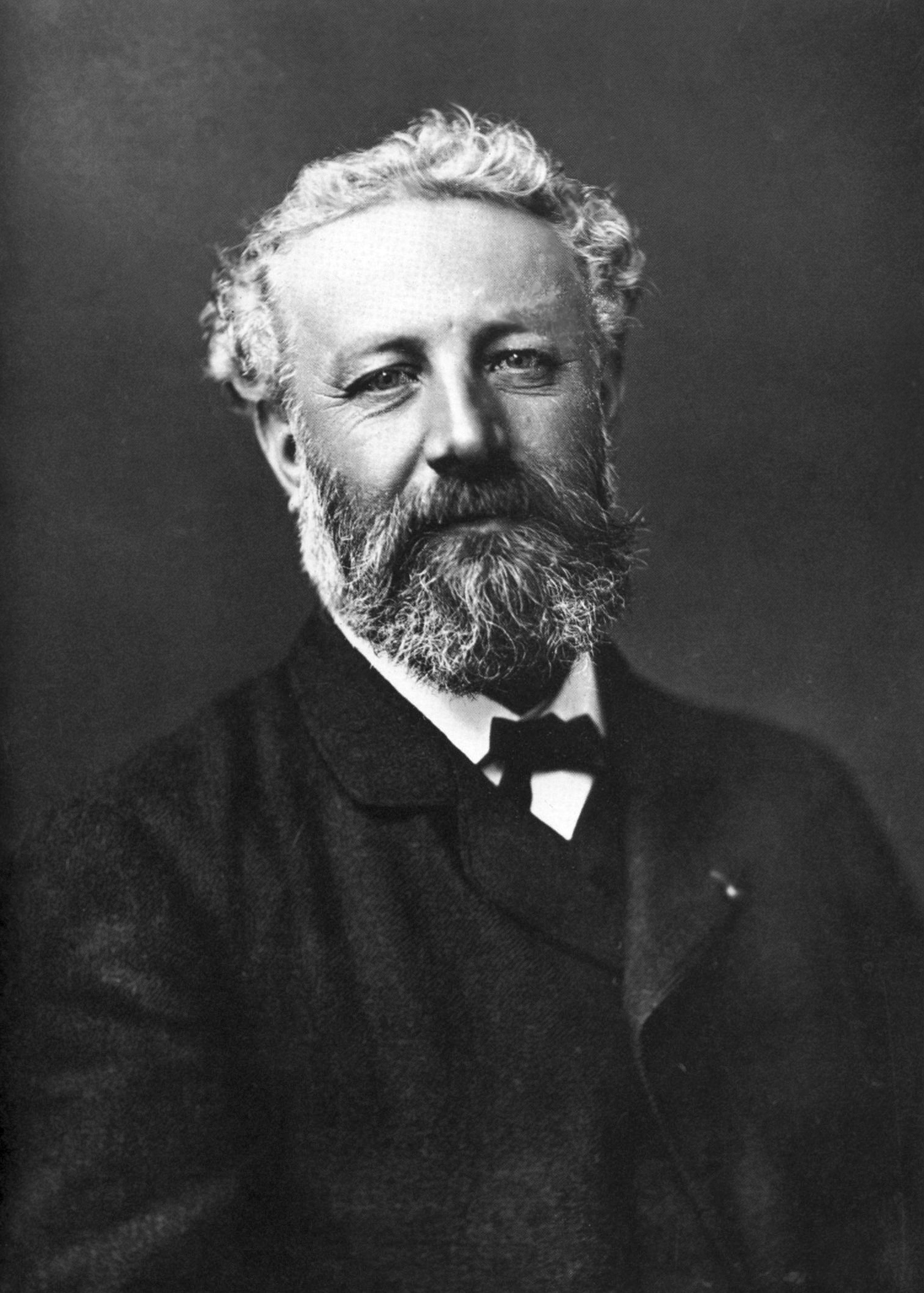
Júlio Verne

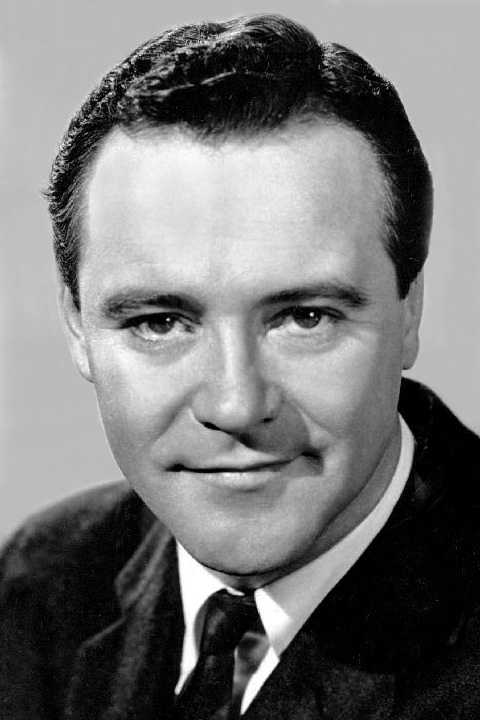
Jack Lemmon

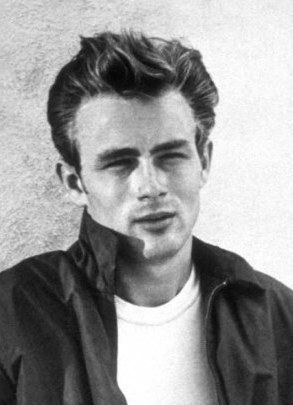
James Dean

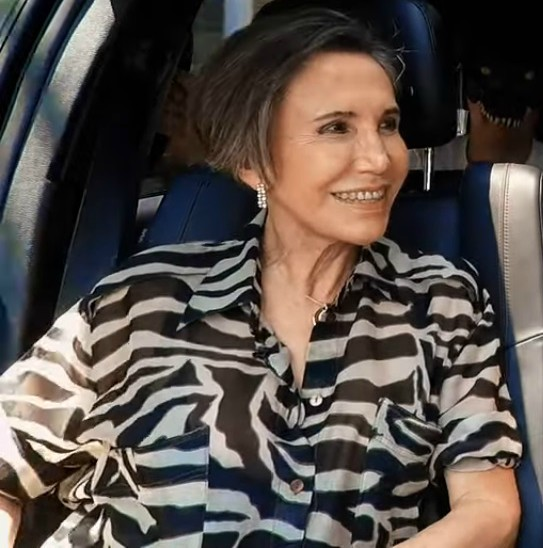
Florinda Meza

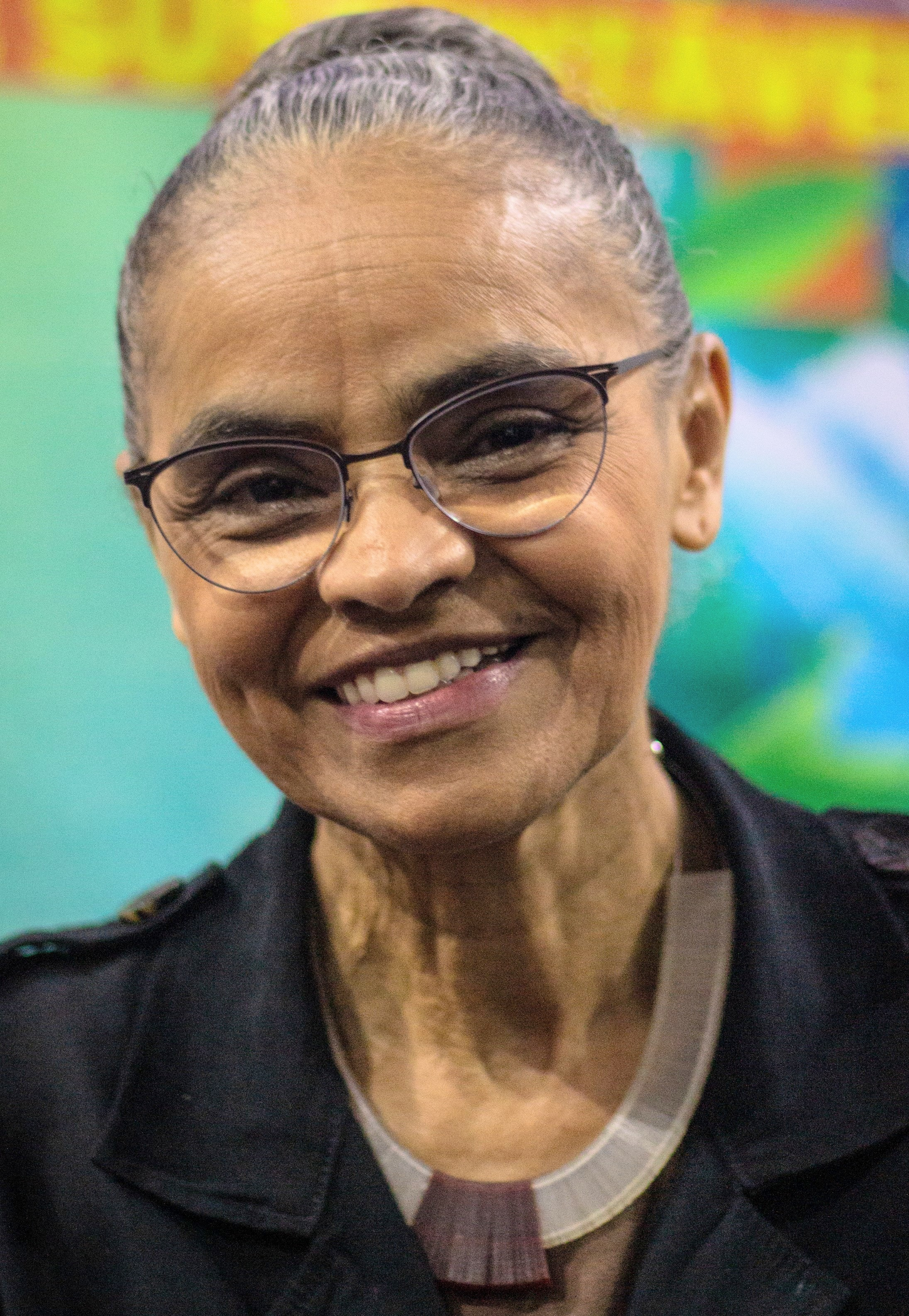
Marina Silva

### Anterior ao século XIX
- 0412 — Proclo, matemático e filósofo grego (m. 485).
- 0882 — Maomé ibne Tugueje Iquíxida, comandante e político egípcio (m. 946).
- 1191 — Jaroslau II de Vladimir (m. 1246).
- 1291 — Afonso IV de Portugal (m. 1357).
- 1404 — Constantino XI Paleólogo, imperador bizantino (m. 1453).
- 1513 — Daniele Barbaro, clérigo, diplomata e estudioso veneziano (m. 1570).
- 1552 — Agrippa d'Aubigné, poeta e militar francês (m. 1630).
- 1577 — Robert Burton, padre, médico e estudioso inglês (m. 1640).
- 1591 — Guercino, pintor italiano (m. 1666).
- 1634 — Teodósio, Príncipe do Brasil (m. 1653).
- 1649 — Antonil, jesuíta e historiador ítalo-brasileiro (m. 1716).
- 1700 — Daniel Bernoulli, matemático e físico neerlandês-suíço (m. 1782).
- 1718 — Joseph-Marie Amiot, padre jesuíta francês, astrônomo e historiador, missionário na China (m. 1793).
- 1720 — Sakuramachi, imperador do Japão (m. 1750).
- 1741 — André-Ernest-Modeste Grétry, organista e compositor franco-belga (m. 1813).
- 1762 — Gia Long, imperador vietnamita (m. 1820).
- 1777 — Bernard Courtois, químico francês (m. 1838).
- 1792 — Carolina Augusta da Baviera (m. 1873).
- 1798 — Miguel Pavlovich da Rússia (m. 1849).

### Século XIX
- 1807 — Benjamin Waterhouse Hawkins, escultor e zoólogo britânico (m. 1889).
- 1810 — Éliphas Lévi, escritor e mágico francês (m. 1875).
- 1817 — Richard Stoddert Ewell, general americano (m. 1872).
- 1819 — John Ruskin, escritor, crítico e acadêmico britânico (m. 1900).
- 1820 — William Tecumseh Sherman, general estadunidense (m. 1891).
- 1825 — Henry Walter Bates, geógrafo, biólogo e explorador britânico (m. 1892).
- 1828 — Júlio Verne, escritor, poeta e dramaturgo francês (m. 1905).
- 1830 — Abdulazize, sultão otomano (m. 1876).
- 1834 — Dmitri Mendeleiev, químico e acadêmico russo (m. 1907).
- 1845 — Francis Ysidro Edgeworth, economista britânico (m. 1926).
- 1868 — Lionel Walter Rothschild, zoólogo britânico (m. 1937).
- 1876 — Paula Modersohn-Becker, pintora alemã (m. 1907).
- 1878 — Martin Buber, filósofo e acadêmico austro-israelense (m. 1965).
- 1880 — Franz Marc, militar e pintor alemão (m. 1916).
- 1882 — Thomas Etholen Selfridge, tenente e aviador americano (m. 1908).
- 1883 — Joseph Schumpeter, economista e cientista político tcheco-americano (m. 1950).
- 1888
  - Edith Evans, atriz britânica (m. 1976).
  - Giuseppe Ungaretti, militar, jornalista e poeta egípcio-italiano (m. 1970).
- 1894
  - King Vidor, diretor, produtor e roteirista norte-americano (m. 1982).
  - Marius Lavet, engenheiro francês (m. 1980).

### Século XX

#### 1901–1950
- 1903 — Tunku Abdul Rahman, político malaio (m. 1990).
- 1905 — Preguinho, futebolista brasileiro (m. 1979).
- 1906 — Chester Carlson, físico e advogado americano (m. 1968).
- 1911
  - Elizabeth Bishop, poetisa e escritora americana (m. 1979).
  - Lélia Abramo, atriz ítalo-brasileira (m. 2004).
- 1913 — Betty Field, atriz americana (m. 1973).
- 1914 — Bill Finger, escritor e roteirista americano (m. 1974).
- 1918 — Freddie Blassie, lutador e treinador americano (m. 2003).
- 1921
  - Lana Turner, atriz estadunidense (m. 1995).
  - Hans Albert, filósofo alemão (m. 2023).
- 1922 — Yuri Averbakh, enxadrista russo (m. 2022).
- 1925 — Jack Lemmon, ator estadunidense (m. 2001).
- 1928 — Vyacheslav Tikhonov, ator russo (m. 2009).
- 1930 — Peter John Wyllie, petrologista e geoquímico norte-americano.
- 1931 — James Dean, ator estadunidense (m. 1955).
- 1932
  - John Williams, pianista, compositor e maestro estadunidense.
  - Cliff Allison, automobilista e empresário britânico (m. 2005).
- 1933
  - Hiroki Kōsai, astrônomo japonês.
  - Gérard Vergnaud, matemático, filósofo e psicólogo francês (m. 2021).
- 1937
  - Joe Raposo, pianista e compositor americano (m. 1993).
  - Luís Gonzaga de Lancastre e Távora, escritor português (m. 1989).
- 1939 — Jonas Bloch, ator brasileiro.
- 1940 — Bohdan Paczyński, astrônomo polonês (m. 2007).
- 1941
  - Nick Nolte, ator e produtor norte-americano.
  - Jagjit Singh, cantor e compositor indiano (m. 2011).
- 1942 — Terry Melcher, cantor, compositor e produtor americano (m. 2004).
- 1943
  - Creed Bratton, músico e ator americano.
  - Valerie Thomas, cientista e inventora americana.
- 1944 — Sebastião Salgado, fotógrafo e jornalista brasileiro (m. 2025).
- 1949
  - Brooke Adams, atriz, produtora e roteirista americana.
  - Scott Allen, ex-patinador artístico estadunidense.
  - Florinda Meza, atriz e produtora mexicana.
- 1950
  - Paulo Nani, ex-futebolista brasileiro.
  - Paul Kind, ex-ciclista listenstainiano.

#### 1951–2000
- 1951 — Jussara Freire, atriz brasileira.
- 1952
  - Marinho Chagas, futebolista e treinador brasileiro (m. 2014).
  - Daisuke Gōri, ator e dublador japonês (m. 2010).
  - Cinira Camargo, atriz brasileira.
  - Tunga, escultor brasileiro (m. 2016).
- 1953 — Mary Steenburgen, atriz americana.
- 1954 — Tina Knowles, designer de moda americana.
- 1955
  - John Grisham, advogado e escritor americano.
  - Jim Neidhart, lutador americano (m. 2018).
  - Delcídio do Amaral, político brasileiro.
- 1956 — Victoria Sharp, juíza e advogada britânico.
- 1957 — Karine Chemla, historiadora da matemática e sinologista francesa.
- 1958 — Marina Silva, ambientalista e política brasileira.
- 1959
  - Heinz Günthardt, tenista suíço.
  - Andrew Hoy, cavaleiro equestre australiano.
  - Mauricio Macri, empresário e político argentino.
- 1960
  - Beto Silva, comediante brasileiro.
  - Stuart Hamm, baixista norte-americano.
  - Noynoy Aquino, político filipino (m. 2021).
- 1961
  - Bruce Timm, ilustrador, animador e produtor estadunidense.
  - Vince Neil, cantor, compositor e ator estadunidense.
- 1962
  - Mecias de Jesus, político e empresário brasileiro.
  - Pamela Springsteen, atriz e fotógrafa norte-americana.
  - Malorie Blackman, escritora britânica.
- 1963
  - Jari Lähde, ex-ciclista finlandês.
  - Jóhann Hjartarson, jogador de xadrez da Islândia.
  - Bruno Cornillet, ex-ciclista francês.
  - Duško Radinović, ex-futebolista montenegrino.
- 1964 — Trinny Woodall, designer de moda e escritora britânica.
- 1965 — Miguel Pardeza, ex-futebolista espanhol.
- 1966
  - Hristo Stoichkov, ex-futebolista e treinador de futebol búlgaro.
  - Bruno Labbadia, treinador alemão de futebol.
- 1967
  - Lorenzo Minotti, ex-futebolista italiano.
  - Adelir Antônio de Carli, sacerdote brasileiro (m. 2008).
- 1968 — Gary Coleman, ator norte-americano (m. 2010).
- 1969
  - Yves Passarell, músico brasileiro.
  - Hugo Brizuela, ex-futebolista paraguaio.
- 1970
  - Stephanie Courtney, atriz e comediante americana.
  - John Filan, futebolista e treinador australiano.
  - Oleksandr Horshkov, ex-futebolista ucraniano.
  - Alonzo Mourning, ex-jogador de basquete norte-americano.
- 1971
  - Carlos Eduardo Drummond, poeta e compositor brasileiro.
  - Adrian Boothroyd, ex-futebolista e treinador britânico de futebol.
  - Andrus Veerpalu, ex-esquiador estoniano.
- 1972
  - Big Show, wrestler e ator norte-americano.
  - Bruno de Carvalho, dirigente esportivo português.
  - Marcius Melhem, ator e humorista brasileiro.
- 1973
  - Project Pat, rapper americano.
  - Fanny Lu, atriz e cantora colombiana.
- 1974
  - Seth Green, ator, dublador, comediante, produtor, escritor e diretor americano.
  - Guy-Manuel de Homem-Christo, produtor musical francês.
  - Ulises de la Cruz, ex-futebolista equatoriano.
- 1975
  - Clarence Acuña, ex-futebolista chileno.
  - Andrés José Fleurquin, ex-futebolista uruguaio.
  - Rodolfo de Freitas, ator brasileiro.
  - César Prates, ex-futebolista brasileiro.
  - Thiago Castanho, músico, pintor e empresário brasileiro.
- 1976
  - Nicolas Vouilloz, piloto de rali e ciclista de montanha francês.
  - Jorge Vargas, ex-futebolista chileno.
- 1977
  - Dave Farrell, músico estado-unidense.
  - Roman Kostomarov, ex-patinador artístico russo.
  - Daniel Sanabria, ex-futebolista paraguaio.
- 1978
  - Andrey Yegorchev, jogador de voleibol russo.
  - Dapayk, músico alemão.
- 1979 — Schwenck, futebolista brasileiro.
- 1980
  - William Jackson Harper, ator americano.
  - Elisabetta Gregoraci, modelo italiana.
- 1981 — Steve Gohouri, futebolista marfinense (m. 2015).
- 1982 — Zersenay Tadese, corredor eritreu.
- 1983
  - Jermaine Anderson, jogador de basquete canadense.
  - Atiba Hutchinson, futebolista canadense.
- 1984
  - Cecily Strong, atriz estadunidense.
  - Panagiotis Vasilopoulos, jogador de basquete grego.
- 1985
  - Petra Cetkovská, tenista tcheca.
  - Jeremy Davis, baixista e compositor estadunidense.
  - Brian Randle, jogador e treinador de basquete estaduidense.
- 1986
  - Anderson Paak, cantor, compositor, rapper, produtor musical e multi-instrumentista estadunidnse.
  - Moradei, futebolista brasileiro.
- 1987
  - Carolina Kostner, patinadora italiana.
  - Javi García, futebolista espanhol.
- 1988
  - Renato Augusto, futebolista brasileiro.
  - Leonardo Ribeiro, futebolista brasileiro.
- 1989
  - Julio Jones, jogador de futebol americano estadunidense.
  - Akseli Pelvas, futebolista finlandês.
- 1990
  - Klay Thompson, jogador de basquete estadunidense.
  - Yacine Brahimi, futebolista argelino.
- 1991 — Nam Woo-hyun, cantor, compositor e ator sul-coreano.
- 1992
  - Bruno Martins Indi, futebolista luso-neerlandês.
  - Luccas Neto, youtuber brasileiro.
- 1993 — Jefferson Moraes, cantor e compositor brasileiro.
- 1994
  - Hakan Çalhanoğlu, futebolista turco.
  - Nikki Yanofsky, cantora e compositora canadense.
- 1995
  - Joshua Kimmich, futebolista alemão.
  - Jordan Todosey, atriz canadense.
  - Ghilherme Lobo, ator brasileiro.
- 1996
  - Isadora Williams, patinadora artística brasileira.
  - Kenedy, futebolista brasileiro.
- 1997 — Kathryn Newton, atriz estadunidense.
- 1998 — Valentin Ferron, ciclista francês.
- 1999 — Tajon Buchanan, futebolista canadense.
- 2000 — Marash Kumbulla, futebolista italiano.

### Século XXI
- 2001 — Yang Jeongin, cantor e dançarino sul-coreano.
- 2002
  - Rômulo, futebolista brasileiro.
  - Enzo Elias, automobilista brasileiro.
- 2003 — Liam Delap, futebolista inglês.
- 2005 — Wallace Yan, futebolista brasileiro.

## Mortes

### Anterior ao século XIX
- 0538 — Severo de Antioquia, patriarca de Antioquia (n. 456).
- 1204 — Aleixo IV Ângelo, imperador bizantino (n. 1182).
- 1265 — Hulagu Cã, governante mongol (n. 1217).
- 1393 — Branca de França, Duquesa de Orleães (n. 1328).
- 1537 — Jerônimo Emiliano, santo e humanitarista italiano (n. 1481).
- 1587 — Maria da Escócia (n. 1542).
- 1611 — Jan Huygen van Linschoten, mercador e explorador neerlandês (n. 1563).
- 1654 — Jean-Louis Guez de Balzac, escritor francês (n. 1597).
- 1676 — Aleixo da Rússia (n. 1629).
- 1696 — Ivã V da Rússia (n. 1666).
- 1725 — Pedro I da Rússia (n. 1672).
- 1749 — Jan van Huysum, pintor neerlandês (n. 1682).
- 1772 — Augusta de Saxe-Gota (n. 1719).

### Século XIX
- 1805 — Manoel Carlos de Abreu e Menezes, capitão-general de Mato Grosso (n. 1774).
- 1849 — France Prešeren, poeta e advogado esloveno (n. 1800).
- 1856 — Agostino Bassi, entomologista e acadêmico italiano (n. 1773).
- 1882 — Berthold Auerbach, escritor alemão (n. 1812).
- 1894 — Robert Michael Ballantyne, escritor britânico (n. 1825).

### Século XX

#### 1901–1950
- 1904 — Alfred Ainger, biógrafo e crítico britânico (n. 1837).
- 1909 — Mieczysław Karłowicz, compositor polonês (n. 1876).
- 1910 — Hans Jaeger, filósofo e ativista norueguês (n. 1854).
- 1919 — Júlio de Castilho, jornalista, escritor e político português (n. 1840).
- 1921
  - George Formby, Sr., ator e cantor britânico (n. 1876).
  - Francisco d'Andrade barítono português (n. 1859).
  - Piotr Kropotkin, zoólogo, geógrafo e filólogo russo (n. 1842).
- 1928 — Theodor Curtius, químico alemão (n. 1857).
- 1936 — Charles Curtis, advogado e político americano (n. 1860).
- 1942 — Fritz Todt, engenheiro alemão (n. 1891).

#### 1951–2000
- 1956 — Connie Mack, jogador e empresário de beisebol americano (n. 1862).
- 1957
  - John von Neumann, matemático e físico húngaro-americano (n. 1903).
  - Walther Bothe, físico e acadêmico alemão (n. 1891).
- 1960 — John Langshaw Austin, filósofo e acadêmico britânico (n. 1911).
- 1964 — Ernst Kretschmer, psiquiatra e escritor alemão (n. 1888).
- 1965 — Augusto Frederico Schmidt, poeta brasileiro (n. 1906).
- 1975 — Robert Robinson, químico e acadêmico britânico (n. 1886).
- 1976 — Ana da Saxônia, arquiduquesa da Áustria (n. 1903).
- 1983 — Maria Esperanza de Jesús, religiosa italiana (n. 1893).
- 1990 — Del Shannon, cantor, compositor e guitarrista estadunidense (n. 1934).
- 1994 — Raymond Scott, pianista e compositor americano (n. 1908).
- 1996 — Del Ennis, jogador de beisebol americano (n. 1925).
- 1997 — Vicente Matheus, empresário espanhol (n. 1908).
- 1998
  - Halldór Laxness, escritor, poeta e dramaturgo islandês (n. 1902).
  - Enoch Powell, militar e político britânico (n. 1912).
- 1999 — Iris Murdoch, romancista e filósofa irlando-britânica (n. 1919).
- 2000 — Sid Abel, jogador, treinador e locutor esportivo de hóquei no gelo canadense-americano (n. 1918).

### Século XXI
- 2001
  - Ivo Caprino, diretor e roteirista norueguês (n. 1920).
  - Rousas John Rushdoony, filósofo, historiador e teólogo norte-americano (n. 1916).
- 2002
  - Zizinho, futebolista brasileiro (n. 1921).
  - Ong Teng Cheong, arquiteto e político singapurense (n. 1936).
- 2004 — Julius Schwartz, jornalista e escritor estadunidense (n. 1915).
- 2007
  - Anna Nicole Smith, modelo e atriz norte-americana (n. 1967).
  - Ian Stevenson, psiquiatra e acadêmico canadense-americano (n. 1918).
  - Ozualdo Candeias, cineasta brasileiro (n. 1918).
- 2010
  - David Froman, ator norte-americano (n. 1938).
  - Pena Branca, cantor brasileiro (n. 1939).
  - Robert Hoy, ator, dublê e diretor norte-americano (n. 1927).
- 2011 — Tony Malinosky, jogador de beisebol americano (n. 1909).
- 2012
  - Wando, cantor e compositor brasileiro (n. 1945).
  - Luis Alberto Spinetta, cantor e compositor argentino (n. 1950).
  - Márcia Maria, atriz brasileira (n. 1944).
- 2013
  - Giovanni Cheli, cardeal italiano (n. 1918).
  - Marjorie Housepian Dobkin, escritora e professora armênia-estadunidense (n. 1922).
- 2014 — Maicon Oliveira, futebolista brasileiro (n. 1988).
- 2015 — Rauni-Leena Luukanen-Kilde, médica e parapsicóloga finlandesa (n. 1939).
- 2016 — Violette Verdy, bailarina francesa (n. 1933).
- 2017 — Peter Mansfield, físico britânico (n. 1933).
- 2020 — Robert Conrad, ator americano (n. 1935).
- 2021
  - Mary Wilson, cantora americana (n. 1944).
  - José Maranhão, empresário e político brasileiro (n. 1933).
- 2024 — Nex Benedict, estudante americano (n. 2008).

## Feriados e eventos cíclicos

### Cristianismo
- Jerónimo Emiliano
- Josefina Bakhita
- Maria Esperanza de Jesús
- Pedro Igneus

## Outros calendários
- No calendário romano era o 6.º dia (VI) antes dos idos de fevereiro.
- No calendário litúrgico tem a letra dominical D para o dia da semana.
- No calendário gregoriano a epacta do dia é xxi.